# Attentat 1942
Attentat 1942 je česká videohra z roku 2017, která vypráví příběh nacistické okupace za 2. světové války z pohledu lidí, kteří válku zažili. Hra je založena na filmových rozhovorech, interaktivních komiksech a autentických záběrech. Postavy ve hře a jejich příběhy jsou fiktivní, ale byly vytvořeny na základě historického výzkumu a dobových svědectví.
Hru vyvinuli vědci z Filozofické a Matematicko-fyzikální fakulty Univerzity Karlovy a Ústavu pro soudobé dějiny Akademie věd České republiky. Attentat 1942 vychází z výukové hry Československo 38-89: Atentát, obsahuje však nové herní prvky, vylepšenou grafiku a cizojazyčný překlad. Hra vyšla pro PC a Mac na distribuční platformě Steam 31. října 2017, v létě 2020 i na mobily a tablety s operačními systémy Android, iOS a iPad OS. Hra se prodává v české, anglické, ruské a německé jazykové verzi, a získala několik ocenění, mimo jiné i titul Česká hra roku 2017.

## Hratelnost
Attentat 1942 je point-and-click adventura, ve které se hráč ocitá v roli vnuka nebo vnučky Jindřicha Jelínka. Hráč se dozvídá, že jeho dědeček byl zatčen gestapem krátce po atentátu na Reinharda Heydricha, zastupujícího říšského protektora. Úkolem hráče je zjistit, proč byl dědeček gestapem zatčen a jakou roli v atentátu na Heydricha sehrál. Hráč pokládá otázky své babičce a dalším svědkům tehdejších událostí, pomalu tak rozkrývá příběh své rodiny a dozvídá se více o životě v Protektorátu Čechy a Morava.

## Přijetí
Hra má na serveru Metacritic skóre 75.
Recenze v časopisu Level hru hodnotí 4/5 a uvádí: "Nehledejte tu tradiční adventuru. Nenajdete ji. Místo ní se jak v černobílém, tak barevném světě ukrývá vír emocí a otázek, na které je těžké odpovědět. Téma blízké domovu je jen poslední třešničkou na hořkosladkém dortu."
Časopis Score hru hodnotil 79% a uvádí: "Chvályhodná učební pomůcka a interaktivní dokument, v němž najdete poskrovnu hratelnosti, o to více intenzivního atmosférického zážitku, co stejnou měrou pobaví, jako poučí."

### Ocenění
- Česká hra roku 2017[2]
- Nejlepší hra ("Most Amazing Game") na festivalu A MAZE v Německu[6]
- Nejlepší výuková hra ("Best Learning Game") na festivalu Games for Change v USA[7]
- nominace na Nejlepší příběh ("Excellence in Narrative") na Independent Games Festival v USA[8]
- druhé místo na Game Development World Championship ve Finsku[9]

## Kontroverze
Hra vyšla v říjnu 2017 na Steamu ve všech zemích kromě Německa, kde byla blokována kvůli kontroverzní německé praxi neudělování ratingu hrám s nacistickou symbolikou. V květnu 2018 vyhrála hra Attentat 1942 cenu za nejlepší hru na festivalu A MAZE v německém Berlíně, jeho návštěvníci si ji ale nemohli zahrát. Na stánku mohli vidět jen zcenzurovaný trailer bez svastik a nacistického pozdravu, porota hru hrála za zavřenými dveřmi bez přístupu veřejnosti. V srpnu 2018 ale v Německu došlo ke změně opatření a nově je umožněno udělovat rating i počítačovým hrám s nacistickou symbolikou při jejím přiměřeném použití. Hra Attentat 1942 tak vyšla v Německu jako první PC hra s nacistickou symbolikou, které byl po této změně opatření udělen rating.
Studio hru portovalo také na Android, nicméně Google hru odmítl vydat v Google Play Store v Německu, Rusku, Rakousku a Francii s tím, že zobrazuje nacismus. Studio zaslalo Googlu schválení německých úřadů i vyjádření Akademie věd ČR. Autoři k tomu na Twitteru uvedli: „Google odmítl vydat Attentat 1942 kvůli odkazům na nacismus. Po těžké práci, řadě e-mailů, schválení ze strany německých regulátorů jsme frustrovaní. Jak máme udělat historicky přesnou hru o druhé světové válce bez nacistů? Nevíme.“ Google po několika týdnech nakonec Attentat 1942 k prodeji ve zmíněných zemích kromě Ruska povolil.